# Obligacja komunalna

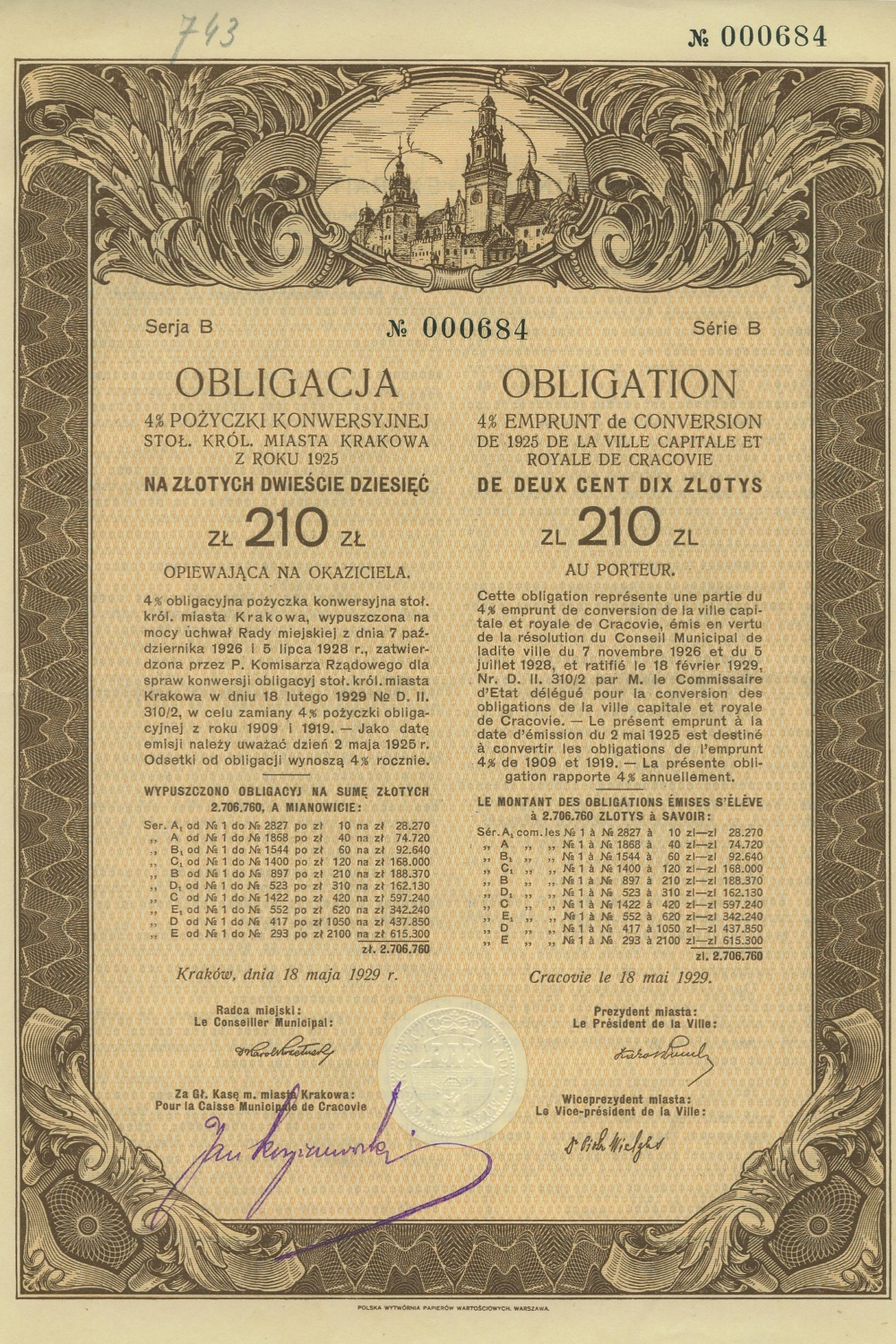
Obligacja municypalna na 210 złotych wyemitowana przez Stołeczne Królewskie Miasto Kraków w 1929

Obligacja komunalna (również obligacja municypalna) – dłużny papier wartościowy emitowany przez jednostkę samorządu terytorialnego (np. gminy) lub ich związki. Dla nabywcy obligacja komunalna jest dokumentem potwierdzającym zaciągnięcie przez miasto, gminę lub inną jednostkę samorządu terytorialnego długu.

## Charakterystyka
Oprocentowanie obligacji komunalnych jest najczęściej zmienne, oparte na ustalonej stawce referencyjnej – zwykle WIBOR, LIBOR lub EURIBOR, a odsetki najczęściej są wypłacane w okresach rocznych bądź półrocznych.
Pierwotny okres zapadalności obligacji municypalnych nie jest prawnie zdeterminowany. W polskiej praktyce są one emitowane zwykle na okres od 5 do 10 lat – np. w 2012 r. dłużne papiery z właśnie takim pierwotnym terminem zapadalności stanowiły ponad połowę obligacji komunalnych wyemitowanych przez jednostki samorządu terytorialnego. Polskie samorządy emitują zwykle obligacje denominowane w złotych (PLN), ale zdarzają się także emisje w innych walutach.
Obligacje municypalne są dostępne na rynku pierwotnym oraz wtórnym. Sprzedaż obligacji municypalnych na rynku pierwotnym jest realizowana przez organizatora emisji (bank bądź dom maklerski), który oferuje ich zakup swoim klientom w trybie oferty publicznej bądź niepublicznej (zamkniętej, kierowanej do wybranych podmiotów). Obrót na rynku wtórnym może się odbywać w ramach bezpośrednich transakcji kupna-sprzedaży, albo w obrocie zorganizowanym (na GPW lub BondSpot). Od 1.07.2019 r. obowiązkowa jest dematerializacja obligacji w KDPW.
Pierwsze emisje obligacji komunalnych po 1989 r. miały miejsce w 1993 r. (Międzyrzecz, Czarnków, Płock, Warszawa-Mokotów). W 1999 r. wartość wyemitowanych przez gminy obligacji wzrosła o 24,2% w stosunku do 1998 r. i wyniosła 653,6 mln PLN. Największą transzę obligacji komunalnych uplasowało miasto Gdynia za pośrednictwem Banku Pekao SA (50,4 mln PLN w ramach programu rozpoczętego w grudniu 1998 r.) W 2001 r. wartość rynku obligacji komunalnych wynosiła 1,6 mld zł, natomiast w 2012 r. wartość rynku wynosiła już 15,6 mld zł. W I kwartale 2014 wartość rynku obligacji komunalnych osiągnęła wartość 18,33 mld PLN. W ujęciu rocznym nastąpił 17,4% przyrost wartości tego segmentu
Na koniec 2019 roku emisji obligacji komunalnych dokonało ponad 1000 samorządów i spółek komunalnych, a wartość emisji w samym 2019 roku przekroczyła 4 mld zł.